# سینت جان، شهرستان واریک، ایندیانا
سینت جان (به انگلیسی: Saint John) یک منطقهٔ مسکونی در ایالات متحده آمریکا است که در ایندیانا واقع شده‌است. سینت جان ۱۳۱٫۰۷ متر بالاتر از سطح دریا قرار دارد.